# Ethiopië op de Olympische Zomerspelen 2016
Ethiopië nam deel aan de Olympische Zomerspelen 2016 in Rio de Janeiro, Brazilië. Het nationaal olympisch comité zond 38 atleten naar de Spelen, vrijwel allemaal actief in de atletiek. Ook namen twee Ethiopische zwemmers deel aan de Spelen, en met Tsgabu Grmay had Ethiopië voor het eerst sinds 1992 weer een atleet in het olympisch wielrennen. Voor het eerst in de olympische geschiedenis bestond de meerderheid van de Ethiopische ploeg uit vrouwelijke atleten (twintig om achttien). Op de Spelen van Rio won Ethiopië minder gouden medailles dan de voorgaande vijf Spelen, maar evenaarde wel het recordaantal medailles (acht) van de Spelen van 2000. De winnares van het enige goud, langeafstandsloopster Almaz Ayana, verbeterde bij haar winst op de 10.000 meter een ruim twintig jaar oud wereldrecord van de Chinese Wang Junxia met vijftien seconden.

## Medailleoverzicht
| Sport    | Olympiër        | Discipline   | Medaille |
| -------- | --------------- | ------------ | -------- |
| Atletiek | Almaz Ayana     | 10000 m (v)  | Goud     |
| Atletiek | Genzebe Dibaba  | 1500m (v)    | Zilver   |
| Atletiek | Feyisa Lilesa   | marathon (m) | Zilver   |
| Atletiek | Almaz Ayana     | 5000 m (v)   | Brons    |
| Atletiek | Hagos Gebrhiwet | 5000 m (m)   | Brons    |
| Atletiek | Tirunesh Dibaba | 10000 m (v)  | Brons    |
| Atletiek | Tamirat Tola    | 10000 m (m)  | Brons    |
| Atletiek | Mare Dibaba     | marathon (v) | Brons    |

## Deelnemers en resultaten
(m) = mannen, (v) = vrouwen 

### Atletiek
| Olympiër             | Discipline             | Resultaat    | Prestatie                                                                       |
| -------------------- | ---------------------- | ------------ | ------------------------------------------------------------------------------- |
| Mohammed Aman        | 800m (m)               | 13e          | serie 7: 2de in 1.48,33 halve finale 1: 8ste in 1.46,14                         |
| Mekonnen Gebremedhin | 1500m (m)              | 15e          | serie 2: 5de in 3.47,33 halve finale 2: 6de in 3.40,69                          |
| Dawit Wolde          | 1500m (m)              | 20e          | serie 3: 10de in 3.39,29 halve finale 1: 10de in 3.41,42                        |
| Aman Wote            | 1500m (m)              | DNS          | serie 1: niet gestart                                                           |
| Muktar Edris         | 5000m (m)              | DSQ          | serie 2: 2de in 13.19,65 finale: gediskwalificeerd                              |
| Dejen Gebremeskel    | 5000m (m)              | 12e          | serie 2: 3de in 13.19,67 finale: 12de in 13.51,91                               |
| Hagos Gebrhiwet      | 5000m (m)              | Brons        | serie 1: 1ste in 13.24,65 finale: 3de in 13.04,35                               |
| Yigrem Demelash      | 10000m (m)             | 4e           | 27:06.27                                                                        |
| Abadi Hadis          | 10000m (m)             | 15e          | 27:26.34                                                                        |
| Tamirat Tola         | 10000m (m)             | Brons        | 27:06.26                                                                        |
| Hailemariyam Amare   | 3000m steeplechase (m) | 24e          | serie 1: 8ste in 8.35,01                                                        |
| Chala Beyo           | 3000m steeplechase (m) | 19e          | serie 2: 7de in 8.32,06                                                         |
| Tafese Seboka        | 3000m steeplechase (m) | DSQ          | serie 3: gediskwalificeerd                                                      |
| Tesfaye Abera        | marathon (m)           | DNF          | DNF                                                                             |
| Lemi Berhanu         | marathon (m)           | 13e          | 2:13.29                                                                         |
| Feyisa Lilesa        | marathon (m)           | Zilver       | 2:09.54                                                                         |
|                      |                        |              |                                                                                 |
| Habitam Alemu        | 800m (v)               | halve finale | serie 4: 3de in 1.58,99 halve finale: 2:00.07 (6e)                              |
| Tigist Assefa        | 800m (v)               | 27e          | serie 5: 5de in 2.00,21                                                         |
| Gudaf Tsegay         | 800m (v)               | 25e          | serie 3: 4de in 2.00,13                                                         |
| Genzebe Dibaba       | 1500m (v)              | Zilver       | serie 1: 1ste in 4.10,61 halve finale 2:1ste in 4.03,06 finale: 2de in 4.10,27  |
| Besu Sado            | 1500m (v)              | 9e           | serie 2: 6de in 4.08,11 halve finale 1: 4de in 4.05,19 finale: 9de in 4.13,58   |
| Dawit Seyaum         | 1500m (v)              | 8e           | serie 3: 1ste in 4.05,33 halve finale 1: 2de in 4.04,23 finale: 8ste in 4.13,14 |
| Almaz Ayana VS       | 5000m (v)              | Brons        | serie 2: 1ste in 15.04,35 finale: 3de in 14.33,59                               |
| Senbere Teferi       | 5000m (v)              | 5e           | serie 2: 2de in 15.17,43 finale: 5de in 14.43,75                                |
| Ababel Yeshaneh      | 5000m (v)              | 14e          | serie 1: 8ste in 15.24,38 finale: 14de in 15.18,26                              |
| Almaz Ayana VS       | 10.000m (v)            | Goud         | 29.17,45 (WR)                                                                   |
| Gelete Burka         | 10.000m (v)            | 8e           | 30.26,66                                                                        |
| Tirunesh Dibaba      | 10.000m (v)            | Brons        | 29.42,56                                                                        |
| Sofia Assefa         | 3000m steeplechase (v) | 5e           | serie 1: 2de in 9.18,75 finale: 5de in 9.17,15                                  |
| Hiwot Ayalew         | 3000m steeplechase (v) | 27e          | serie 2: 7de in 9.35,09                                                         |
| Etenesh Diro         | 3000m steeplechase (v) | 15e          | serie 3: 7de in 9.34,70 finale: 15de in 9.38,77                                 |
| Mare Dibaba          | marathon (v)           | Brons        | 2:24.30                                                                         |
| Tirfi Tsegaye        | marathon (v)           | 4e           | 2:24.47                                                                         |
| Tigist Tufa          | marathon (v)           | DNF          | DNF                                                                             |
| Yehualeye Beletew    | 20km snelwandelen (v)  | DSQ          | DSQ                                                                             |
| Askale Tiksa         | 20km snelwandelen (v)  | 61e          | 1:44.15                                                                         |

### Wielersport
| Olympiër     | Discipline       | Resultaat | Prestatie |
| ------------ | ---------------- | --------- | --------- |
| Tsgabu Grmay | wegwedstrijd (m) | DNF       | DNF       |

### Zwemmen
| Olympiër             | Discipline          | Resultaat | Prestatie               |
| -------------------- | ------------------- | --------- | ----------------------- |
| Robel Kiros Habte VO | 100m vrije slag (m) | 59e       | serie 1: 3de in 1.04,95 |
|                      |                     |           |                         |
| Rahel Gebresilassie  | 50m vrije slag (v)  | 75e       | serie 3: 4de in 32.51   |